# Episphaerella manihotis
Episphaerella manihotis är en svampart som först beskrevs av Henn., och fick sitt nu gällande namn av Franz Petrak 1924. Episphaerella manihotis ingår i släktet Episphaerella och familjen Pseudoperisporiaceae.   Inga underarter finns listade i Catalogue of Life.